# Netemnanu Selatan
Netemnanu Selatan is een bestuurslaag in het regentschap Kupang van de provincie Oost-Nusa Tenggara, Indonesië. Netemnanu Selatan telt 2012 inwoners (volkstelling 2010).